# 鉄道施設
鉄道施設（てつどうしせつ）は鉄道運営に必要な建築物・工作物の集合体である。

## 日本における法的位置付け
日本においては、鉄道事業法施行規則第9条において、次のように規定されている。これらの工事を行う際は、工事計画等を記載した工事施行認可申請書を国土交通大臣に提出し、認可を受けなければならない。
1. 鉄道線路
2. 停車場
3. 車庫及び車両検査修繕施設
4. 運転保安設備
5. 変電所等設備
6. 電路設備

## 鉄道信号通信施設
- 信号
  - 出発信号
  - 場内信号
  - 閉塞信号
- 信号機
  - 色灯式
  - 腕木式
  - 灯列式
- 閉塞方式
  - スタフ閉塞
  - タブレット閉塞
  - 自動閉塞
  - 特殊自動閉塞
  - 電子自動閉塞
- 標識
  - 曲線
  - 勾配
  - 速度
- 鉄道電話
- 鉄道無線
  - 列車指令用
  - 列車防護用
  - 車両入換用
  - 保線用
- 連動装置
  - 第1種電子連動装置
  - 第2種電子連動装置
  - 第1種継電連動装置
  - 第2種継電連動装置
  - 第1種電気機連動装置
  - 第1種機械連動装置
  - 第2種機械連動装置
- 鉄道制御システム
  - 中央指令所、運転指令所、信号扱所
  - 列車集中制御装置 (CTC)
  - 自動列車停止装置 (ATS)
  - 自動列車制御装置 (ATC)
  - 自動列車運転装置 (ATO)
  - 自動進路制御装置 (PRC)
  - 列車運行管理システム (PTC)
    - 新幹線運行管理システム (COMTRAC)
    - 東京圏輸送管理システム（自律分散型列車運行管理システム） (ATOS)

## 鉄道電力施設
- 鉄道の電化
  - 直流電化
  - 交流電化
- 電気鉄道用変電所
  - 変圧器
  - 整流器
  - 電力補償装置
- 電線路
  - 架空式き電線
  - 第三軌道式き電線
- 信号通信用電力施設
  - 無停電電源装置
  - 非常用発電機

## 線路・軌道
- レール
- 枕木
- 道床
- 分岐器・転轍機（ポイント）
- 安全側線
- 脱線転轍機

## 旅客駅施設
- プラットホーム
- ホーム上屋
- 照明
- 案内用放送施設
- 案内用電光掲示板
- 監視用ビデオカメラ
- 防護柵
- 待合室
- エレベーター
- エスカレーター
- 自動改札機
- 自動券売機
- 指定券予約用端末装置（みどりの窓口）